# Clara Petacci
Clara Petacci, bolj znana kot Claretta Petacci, Mussolinijeva ljubica, * 28. februar 1912, Rim, Italija † 28. april 1945, Giulino di Mezzegra, Italija.
Petacci je bila zadnja ljubica fašističnega diktatorja Benita Mussolinija. 
Aprila 1945 je z njim bežala iz Milana na mejo s Švico, kjer so ju pred mejo ujeli italijanski partizani. Petacci so odpeljali na kmetijo v Giulino di Mezzegra pri Comu, kjer so jo partizani skupaj z Mussolinijem usmrtili.